# Mar Orfila
Mar Orfila (Barcelona, 1977) és una cantant catalana de rock coneguda artísticament com a Mürfila. Ha dirigit curts com ara "Postales desde el mar" (2003), pel qual li va atorgar el primer al Millor Curt de 2003 el Col·legi de Directors de Catalunya. A més ha dirigit videoclips com "Época" d'Ester Formosa (premiat pel festival Jóvenes Realizadores de Saragossa), "Agua de Valencia" de los Rebeldes i ha escrit guions com "Loko" i "Mi guitarra quiere rock" (premiat per Visual Sound de Barcelona) juntament amb Pau Fernández i Marta Puig.

## Discografia

### Àlbums

#### Vamos a hacer pupita (2004)
1. Loko
2. Mi guitarra quiere rock
3. Caperucita
4. Súbelos
5. Caracol
6. Mírame
7. El hombre
8. Dame chocolate
9. Y lloré
10. Con pasteles
11. Qué lo que te pasa

#### Miss Líos (2007)
1. Me pones
2. Money
3. Tiempo para
4. Que fluya lo cursi
5. Perdida
6. Caliente
7. Cobarde
8. El mazo
9. Reina
10. Idiota

#### I love ü (2010)
1. Problemas
2. Soy humano
3. La gran sensación
4. Vendaval
5. Estrellas
6. El mundo se equivoca
7. Astronauta
8. Jungla
9. Super Ü
10. Azul y gris

#### 9 Balas (2012)
1. Bang bang
2. Soy humano
3. Azul y gris
4. Caliente
5. Reina
6. Perdida
7. Caracol
8. Caperucita
9. Hysteria

#### Terrífica (2014)
1. Terrífica
2. Rockandroll
3. Sin dolor
4. Laflor
5. Truco o trato
6. Relámpago
7. Un día más
8. Enfant terrible
9. Océanos de tiempo
10. Fin

### Singles
- 2004 - Loko
- 2004 - Mi guitarra quiere rock
- 2004 - Caracol
- 2004 - Caperucita
- 2006 - Caliente
- 2007 - Me pones
- 2008 - Money
- 2010 - La gran sensación
- 2011 - Azul y gris